# Ganiyu Ajide
Ganiyu Ajide (...) è un ex calciatore nigeriano.

## Carriera

### Club
Dopo aver iniziato a giocare nel First Bank, Ajide ha militato nello Stationery Stores , con cui vinse un campionato nel 1992, una coppa nel 1990, e raggiungendo le semifinali della Coppa dei Campioni d'Africa 1993.
Nel 1994 milita nell'Enugu Rangers.
Nel 1996 Ajide passa allo Julius Berger, società con cui vinse la Coppa di Nigeria 1996, mentre in campionato ottenne con la sua squadra, come miglior piazzamento, il quarto posto nella Nigeria Premier League 1997.
Nel 1999 lasciò il club di Lagos e provò, non riuscendovi, ad essere ingaggiato dai greci dell'Apollon.
Costretto al ritiro dall'attività agonistica per un infortunio, Ajide ha conseguito un diploma di coaching presso il Nigeria Institute for Sports.

### Nazionale
Ajide ha indossato la maglia della nazionale di calcio della Nigeria in cinque occasioni.

## Palmarès

### Club

#### Competizioni nazionali
- Campionato nigeriano di calcio: 1

Stationery Stores: 1992
- Coppa di Nigeria: 2

Stationery Stores: 1990
Julius Berger: 1996